# PERIL 危機
『PERIL 危機』（ペリル きき、Peril）は、アメリカ合衆国のジャーナリストのボブ・ウッドワードとロバート・コスタが、退陣する第1次トランプ政権、ジョー・バイデンへの大統領移行、そしてその政権初期について記したノンフィクション書籍である。2021年9月21日にサイモン&シュスターから出版された。
ドナルド・トランプに関するウッドワード報道の集大成とされる本書のタイトルは、バイデンの就任演説から来ている。演説の中でバイデンは、「私たちは切迫感をもって迅速に前進します。（中略）この危機の冬、私たちにはやることが大量にあるのです」と宣言している。これはウッドワードのトランプ政権に関する前著『FEAR 恐怖の男 トランプ政権の真実』と『RAGE 怒り』のタイトルが2016年3月のウッドワードとコスタによるトランプへのインタビュー内容から来ていたのとは対照的である。

## 背景
ウッドワードによる過去2冊のトランプ本『FEAR 恐怖の男 トランプ政権の真実』と『RAGE 怒り』に続き、『PERIL 危機』はウッドワードのドナルド・トランプ3部作の最終作である。長年『ワシントン・ポスト』の全国政治記者であり、『ワシントン・ウィーク』のホストでもあるロバート・コスタが本書の共著者を務めている。コスタは以前にもドナルド・トランプへのインタビューでウッドワードと協力した経験があり、コスタはウッドワードを師と仰いでいる。本書の大部分はトランプ政権の最後の数ヶ月間を暴露する内容となっており、COVID-19への政権の対応、2020年アメリカ合衆国大統領選挙を覆そうとする試み、ジョー・バイデンへの大統領移行を遅らせようとする試みなどが詳述されている。

## 内容
本書は2つの物語を備えている。1つはトランプの再選運動を追ったものであり、もう1つは予備選挙で対立候補のバーニー・サンダースを破り、トランプと対決することとなるジョー・バイデンの選挙運動を記したものである。 
マーク・ミリー統合参謀本部議長と中国の李作成連合参謀部参謀長の会話も本書で取り上げられている。本書はまた、2020年大統領選挙の結果を覆そうとするトランプ政権の背後関係も書かれている。

## 評価
本書に対する批評家の反応は賛否があった。『ロサンゼルス・タイムズ』のクリス・メジェリアンは「退屈」な読み物であると酷評し、ウッドワードとコスタが「既に徹底的に報道がなされている大統領政権について、新たな洞察を生み出すよりも、逸話を積み重ねることに時間を費やしている」と批判した。
『スレート』のフレッド・カプランは、「ウッドワードの過去の著作の多くがそうであったように、本書もまとまりのある1冊というよりは、身の毛もよだつような、あるいはそれほどでもない逸話の羅列になっている。おそらく執筆があまりにも早すぎたためなのか、本書には物語のヒントはあるもののフォロースルーに至らない、誰かがより徹底的調査すべき非常に興味深い部分がいくつもある」と評した。
『ニューヨーク・タイムズ』のジョン・ウィリアムズの書評では、「まるで終わりのないマーベル・フランチャイズの一編のように、『PERIL 危機』はそのスペクタクルに対して、あっけないプロローグのような感じで終わっている」と論じられた。
『カーカス・レビューズ』は本書に肯定的であり、「よく知られた分野に踏み込みつつ、多くの驚きを提供している堅実な調査作品」と評した。

## 日本語版
日本語版は2021年12月16日に日本経済新聞出版より出版された。2024年6月4日には『国家の危機』と改題した文庫版が出版された。
- ボブ・ウッドワード; ロバート・コスタ（英語版） 著、伏見威蕃 訳『PERIL 危機』日本経済新聞出版、2021年12月16日。ISBN 978-4532177157。
- ボブ・ウッドワード; ロバート・コスタ（英語版） 著、伏見威蕃 訳『国家の危機』日本経済新聞出版、2024年6月4日。ISBN 978-4296120611。